# Laurabuc
Laurabuc é uma comuna francesa na região administrativa de Occitânia, no departamento de Aude. Estende-se por uma área de 8,04 km². Em 2010 a comuna tinha 424 habitantes (densidade: 52,7 hab./km²).